# Валівоць Микола Іванович
Микола Іванович Валівоць (нар. 17 березня 1953, с. Гелетинці, Хмельницький район, Хмельницька область, Українська РСР, СРСР) — актор, Заслужений артист України (1993).

## Біографія
Народився 17 березня 1953 року в селі Гелетенці Хмельницького району Хмельницької області.
У 1977 році закінчив студію при Київському українському драматичному театрі імені І. Франка. З 1977 року актор Хмельницького обласного академічного музично-драматичного театру імені М. Старицького.
У 2021 році закінчив КНУТКіТ ім.Карпенка-Карого за спеціальністю ОТС.[джерело?]
У 2023 році закінчив КНУТКіТ ім.Карпенка-Карого за спеціальнфстю Продюсерство сценічного мистецтва.[джерело?]
У 1993 році отримав звання Заслуженого артиста України.

## Творчість
Основні ролі:
- Василь — «Циганка Аза»
- Степан — «Маруся Богуславка»
- Голохвастий — «За двома зайцями»
- Іван — «Суєта» І. Карпенко-Карий
- Бонавентура — «Сто тисяч» І. Карпенко-Карий
- Гриць — «У неділю рано зілля копала» за О. Кобилянською
- Черевик — «Сорочинський ярмарок» за М. Гоголем
- Ланський — «Біла ніч» Т. Хренников
- Михайло Заболотний — «В день весілля» В. Розов
- Від імені М. Островського — «З весною я повернусь до тебе» О. Козанцев
- Князь — «Ханума» О. Цагарелі
- Маг Раджапур — «Отель двох світів» Е.-Е. Шміт (Сценічна версія заслуженої актриси України Лариси Курманової)
- Гоголь — «Ніч перед Різдвом» М. Гоголь (Сценічна версія н. а. України Олега Мосійчука)
- Суддя Зваровський — «Устим Кармелюк» О. Топоринського, за романом М. Старицького «Кармелюк»
- Деркач — «Житейське море» І. Карпенко-Карий
- Фернандо — «Метод Грьонхольма, або Терміново потрібен»
- Жорді Гальсеран Андрій Дудка — «Республіка на колесах» Я. Мамонтов
- Хома Кичатий — «Назар Стодоля» Т. Г. Шевченко
- Тев′є — «Тев′є Тевель» Г. Горін
- Баптіста — «Приборкання норовливої» Вільям Шекспір
- Граф Федеріко — «Собака на сіні» Лопе де Вега
- Кандзюба — «Сватання на Гончарівці» Г. Квітка-Основ'яненко
- Жевакін (моряк) — «Одруження» М. Гоголь
- Гарпагон — «Скупий» Ж.-Б. Мольєр
- Король — «Снігова королева» Є. Шварц
- Мер — «Місто, в якому можливо все» О. Єлшин
- Оповідач — «Чаклунка» за мотивами казки «Спляча красуня»
- Дід Іван — «Дитина в дарунок» М. Лисак
- Дід Явтух — «Вій 2.0» Н. Ворожбит
- Леоніда — «#SENIOR_на_МІЛЬЙОН» Д. Скарначчі, Р. Тарабузі.